# System irygacyjny Dujiangyan

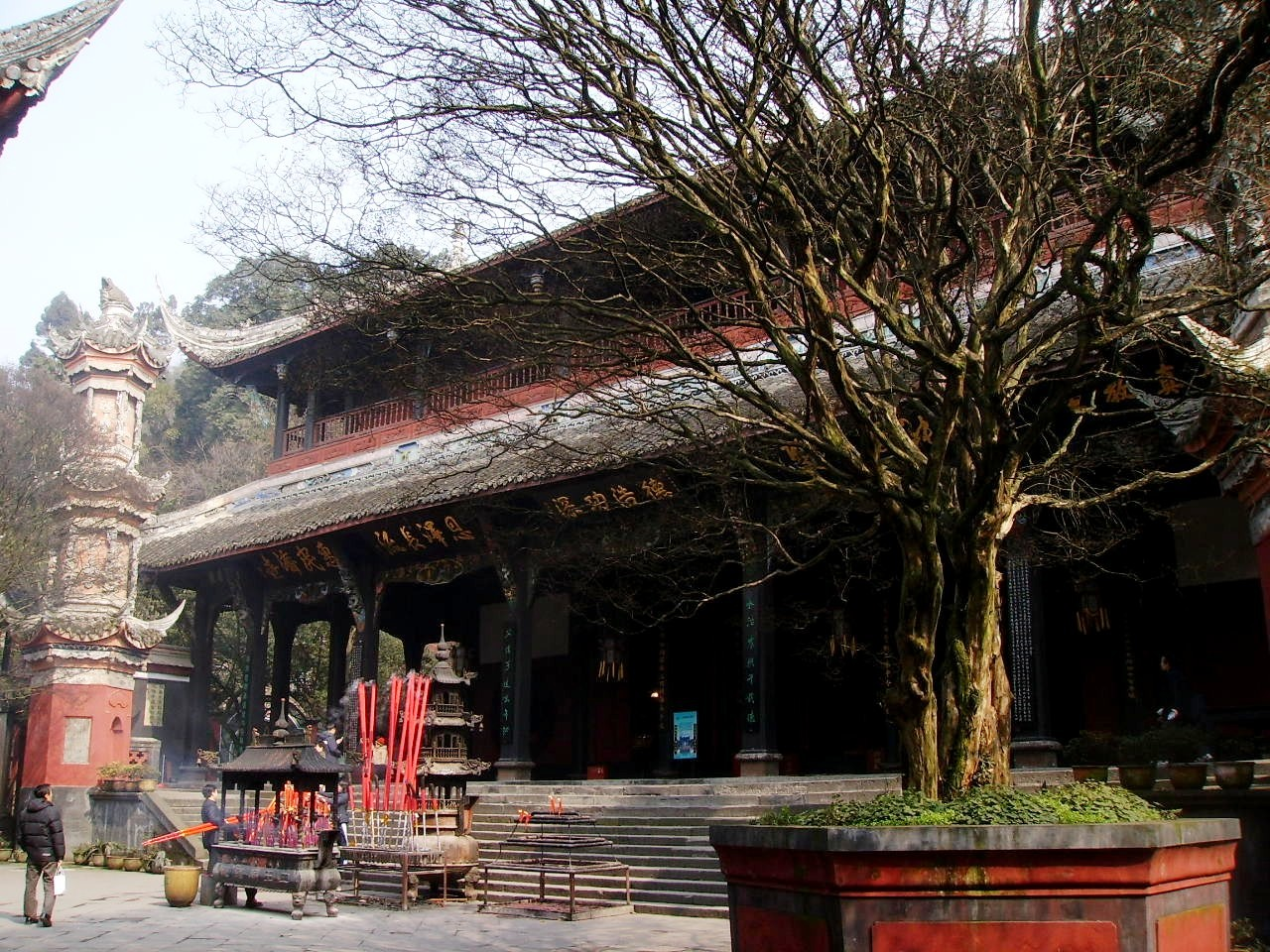
Świątynia Erwang w Dujiangyan

System irygacyjny Dujiangyan (chiń. upr. 都江堰, chiń. trad. 都江堰, pinyin Dūjiāngyàn) – starożytny, funkcjonujący do dziś, system budowli hydrotechnicznych na północno-zachodnim skraju Kotliny Syczuańskiej, w pobliżu miasta Dujiangyan (oznaczonego na schemacie literą E). Nazwa oznacza dosłownie „Tamę na rzece stołecznej” i odnosi się przede wszystkim do systemu. Miasto pierwotnie nazywało się Guanxian.
Sima Qian w Zapiskach historyka napisał o kraju Shu:

Gubernator [Li] Bing odciął [fragment góry, tak by utworzyć] „Oddzielone Wzgórze” i uspokoił szalejące wody rzeki Mo, wycinając dwa wielkie kanały w równinie Chengdu

## Uwarunkowania naturalne i położenie
Północno-zachodnią krawędź Kotliny Syczuańskiej tworzą góry Hengduan Shan, zatrzymujące nadciągający z południowego wschodu monsun. W efekcie w kotlinie tworzy się przykryta chmurami „cieplarnia”, zapewniająca korzystny mikroklimat z bardzo długim, ponad 10-miesięcznym okresem wegetacyjnym. Długi okres wegetacyjny pozwala na zebranie dwóch plonów rocznie, pod warunkiem odpowiedniego nawodnienia, zwłaszcza ryżu mokrego.
Monsunowy klimat charakteryzuje się bardzo nierównomiernym rozkładem opadów, ok. 70% deszczu spada w ciągu czterech letnich miesięcy. Dla pobliskiego Chengdu różnica między najbardziej wilgotnym (sierpień – 253,3 mm opadu) a najsuchszym (grudzień – 6,0 mm) miesiącem roku jest ponad czterdziestokrotna (dla porównania: w Krakowie nie przekracza trzech razy).
| miesiąc    | I   | II   | III  | IV   | V    | VI    | VII   | VIII  | IX    | X    | XI   | XII |
| ---------- | --- | ---- | ---- | ---- | ---- | ----- | ----- | ----- | ----- | ---- | ---- | --- |
| Opady (mm) | 6,6 | 11,5 | 20,3 | 47,4 | 86,3 | 109,9 | 241,5 | 253,3 | 123,9 | 45,0 | 15,5 | 6,0 |

Na większości obszaru Chin odpływ wód jest ściśle skorelowany z opadami i wykazuje podobną zmienność, z największymi przepływami w lecie. Nawet na obszarach dobrze nawodnionych (między 900 a 200 mm odpływu rocznego), do których należy Syczuan, istnieje zagrożenie niedoborem wody w zimie a powodziami w lecie. Dodatkowe zagrożenie powodziowe powodują roztopy śniegu w górach. Wezbrane rzeki niosą też znaczną ilość rumoszu.
System został zbudowany na końcu przełomu rzeki Min, w miejscu, gdzie wypływa ona na Równinę Chengdu, ok. 50 km od stolicy Syczuanu, Chengdu. W związku z różnicami opadów w górnym biegu, Min Jiang wykazuje znaczne (ale typowe dla chińskich rzek), różnice w odpływie: w okresie suchym (grudzień-marzec) niesie średnio ok. 200 m³/sek., czasem nawet tylko 130 m³/sek. W czerwcu i lipcu osiąga najwyższy stan niosąc do 7500 m³/sek.

## Historia
Tereny Równiny Chengdu były od VIII w. p.n.e. pod panowaniem niechińskiego państwa Shu. Kultura rolna na tych obszarach była ówcześnie już rozwinięta, mieszkańcy byli jednak zagrożeni przez coroczne powodzie. W wyniku długotrwałych kampanii w latach 441–316 p.n.e. Qin, jedno z Królestw Walczących, podbiło Shu. Zhang Yi wzniósł w 310 r. p.n.e. nową stolicę Shu, Chengdu, na wzór stolicy Qin, Xianyangu. Dążąc do rozwoju gospodarczego, książę Xiaowen mianował w 250 r. p.n.e. Li Binga gubernatorem Syczuanu, nakazując mu uregulować sytuację wodną na terenie równiny Chengdu. Wysokie różnice przepływów rocznych sugerowałyby zbudowanie zbiornika retencyjnego. Po badaniach Li Bing zdał sobie jednak sprawę, że takie rozwiązanie byłoby niepraktyczne – jednym z głównych powodów wylewów rzeki Min było jej wypłycanie przez niesiony przez nią materiał skalny. Zbiornik z tamą uległby więc szybkiemu zamuleniu, ponadto rzeka miała pozostać spławna, by umożliwić transport wojskowy.

Panorama Kanału Wewnętrznego

## Zasada działania
Rozwiązanie problemu było pracochłonne, ale genialne w swej prostocie: Li Bing zdecydował, by nie zagradzać rzeki, a ją rozgałęzić w ten sposób, by nadmiar wody został szybko rozprowadzony na jak największej przestrzeni. Rolę zbiornika retencyjnego pełniły zalewowe pola ryżowe, płytkie, ale o ogromnej powierzchni. W tym celu rzekę podzielono sztuczną groblą na dwa główne kanały: Wewnętrzny i Zewnętrzny. W normalnych warunkach Kanał Zewnętrzny odprowadzał 60% wody, a Wewnętrzny – 40%. W czasie powodzi proporcje te mogły ulec odwróceniu.
Kanały jeszcze na terenie miasta dzieliły się (palczaście) na mniejsze. W późnych latach 1950. od Wewnętrznego odchodziło 526 głównych kanałów i 2200 mniejszych. Cały system nawadniał ok. 3800 km² gruntów.

## Konstrukcja

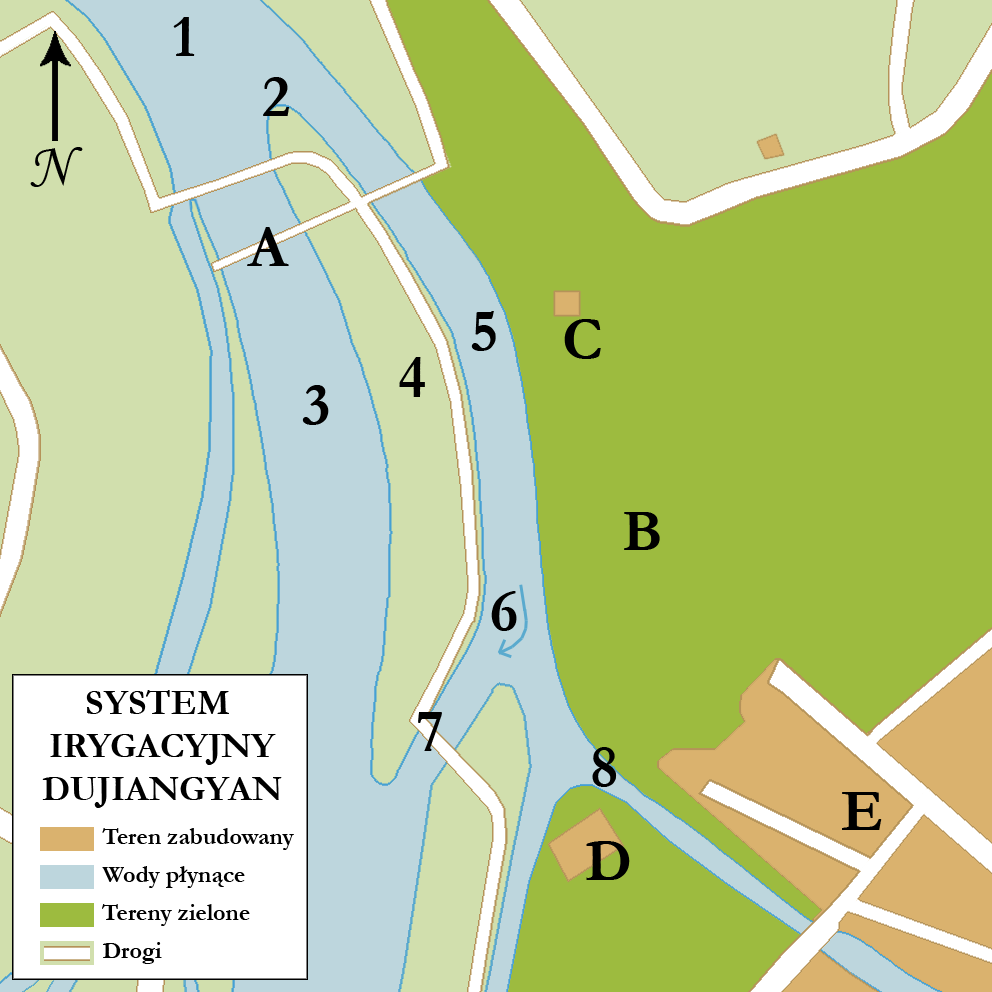
Schemat systemu irygacyjnego Dujiangyan

Li Bing otrzymał 100 tys. taeli srebra od władcy Qin, króla Zhaoxianga, na pokrycie kosztów budowy, do której zaangażował dziesiątki tysięcy robotników. Pod jego kierunkiem, a następnie jego syna, Li Erlanga, w latach 270–256 p.n.e. lub 250–230 p.n.e. na rzece Min (na schemacie nr 1) wybudowano następujące konstrukcje:

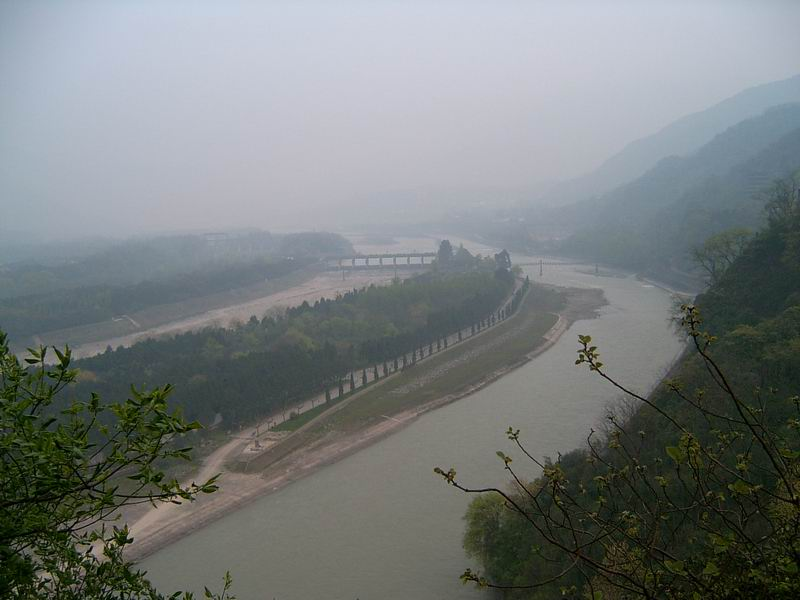
Romboidalna Grobla, widok ze wzgórza Luogang; Kanał Zewnętrzny po lewej, Wewnętrzny po prawej

- Jingang Ti – dosł. Diamentowa Grobla (nr 4), dzieląca bieg rzeki na dwa nurty. Jej czubek, pierwszy dział wód, który przypomina rybią głowę prującą wodę, nosi adekwatną nazwę Yuzui – Rybi Pysk (nr 2). Początkowo wykonano ją z koszy bambusowych, wypełnionych kamieniami i układanych warstwami, tak że stworzyły sztuczną wyspę. Z czasem ustabilizowała się ona przez grunt niesiony przez rzekę (próby wzmacniania Yuzui metalowymi konstrukcjami kończyły się ich regularnym zmywaniem przez wezbrane wody). Obecnie Yuzui i brzegi Romboidalnej Grobli mają konstrukcję żelbetową, przy czym zlikwidowano dawniej istniejący dodatkowy przelew między Yuzui a Feishayan.

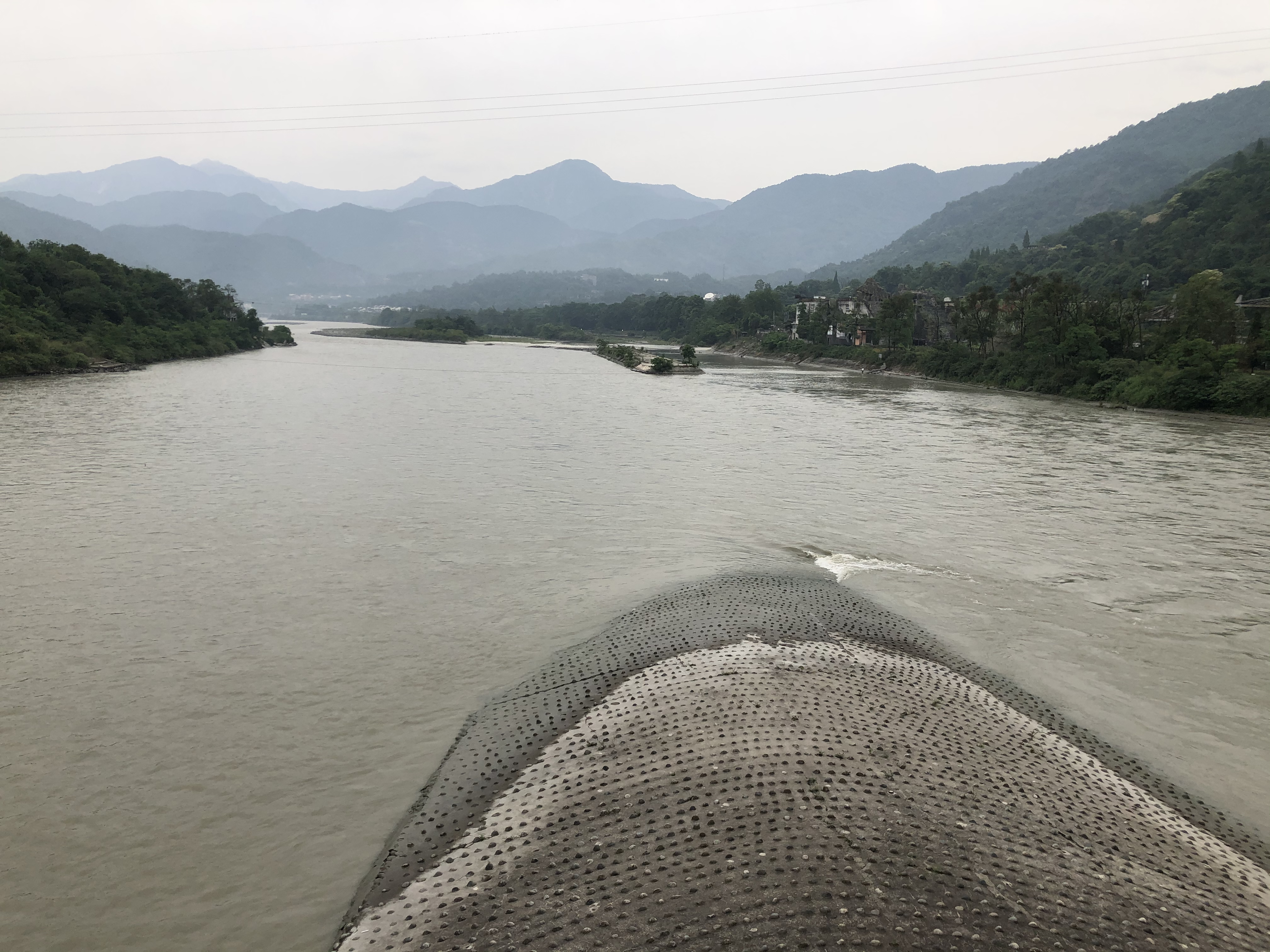
Yuzui – Rybi Pysk – główny dział wód systemu

- Waijiang – dosł. Rzeka Zewnętrzna lub Kanał Zewnętrzny (nr 3), który podąża głównym nurtem rzeki Min; został pogłębiony i uregulowany, odprowadzono od niego boczne kanały irygacyjne. Niósł też większość mułu i rumoszu oraz funkcjonował jako droga wodna. Główny kanał odchodzący od niego na zachód nazywa się Shahei He. Jego wlot jest obecnie przegrodzony stałym jazem.
- Neijiang – dosł. Rzeka Wewnętrzna lub Kanał Wewnętrzny (nr 5), główny kanał irygacyjny, skręca na wschód, przecinając wzgórze Yulei (oznaczone B) wyciętym w skałach wykopem dwudziestometrowej głębokości. Budowa tego kanału, oprócz sypania grobli Jingang, była największym wyzwaniem, ponieważ należało go wykuć bez użycia nowoczesnych narzędzi i materiałów wybuchowych. Li Bing wykorzystał wielkie zasoby drewna w okolicznych lasach i zastosował niszczenie skał rozżarzając je ogniem, następnie chłodząc wodą. Drążenie kanału zajęło łącznie 8 lat[9]. Wąski wlot przekopu przez górę zwany jest Baopingkou.
- Baopingkou, czyli Wlot Rogu Obfitości (nr 8), wąskie gardło systemu, tworzy wir (nr 6), który przerzuca nadmiar wody przez Przepust Latających Piasków do Kanału Zewnętrznego, w efekcie dając samoregulujący się system. Baopingkou ma 14,3 m szerokości przy dnie, 28,9 m na szczycie, głębokość 18,8 m; szerokość na poziomie lustra wody wynosi 19 m przy niskim stanie wody i 23 m przy wysokim[10]. Na odciętym fragmencie grani, nazwanym Oddzielonym Wzgórzem (Lidui), stoi świątynia Fulongguan (lit. D)

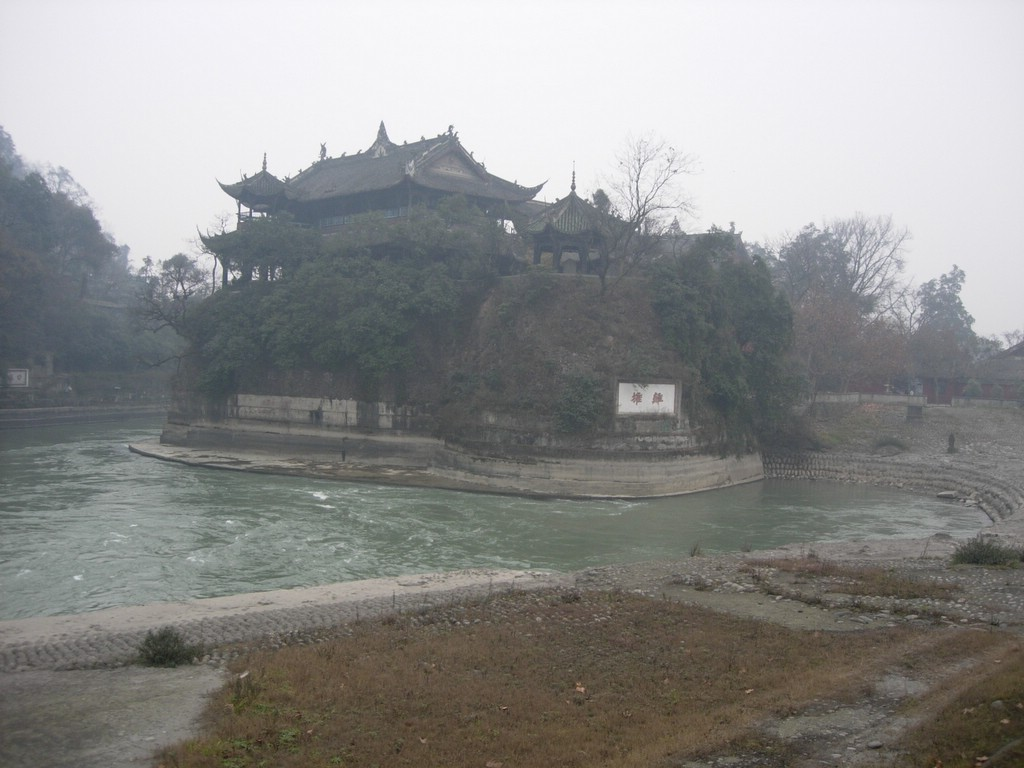
Baopingkou – wlot Kanału Wewnętrznego (po lewej, za świątynią Li Binga)

- Feishayan, czyli Przepust Latających Piasków (nr 7) to ok. 240 m szeroki i 2 m głęboki przepust przez groblę Jingang, dzielącą kanały. Naturalne zawirowanie prądu (nr 6) kierowało nadmiar wody z Kanału Wewnętrznego do Zewnętrznego. Obecnie został przegrodzony żelazobetonowym jazem, po którym przechodzi most, w miejsce dawniej używanych koszy bambusowych wypełnionych kamieniami.

W suchym okresie jesienno-zimowym, od połowy października, Kanał Zewnętrzny osuszano i odmulano, blokując go tamami, konstruowanymi z bambusowych koszy wypełnionych kamieniami, opartych o trójnożne podstawy i pokrytych bambusowymi matami. Następnie, w połowie lutego, identyczne prace wykonywano w kanale Wewnętrznym. Pod Baopingkou mają znajdować się dwie brązowe sztaby, wmurowane jeszcze przez Li Binga, które wyznaczają właściwą głębokość corocznego pogłębiania. System wymagał też umacniania grobli i jazów. 5 kwietnia następowało uroczyste otwarcie kanałów i rozpoczęcie nowego sezonu prac polowych.
Obecnie część kanałów posiada żelazobetonowe jazy, które wystarczy zamknąć na czas prac konserwacyjnych (jaz na Kanale Zewnętrznym widać na zdjęciu w nagłówku artykułu).

## Efekty i ocena

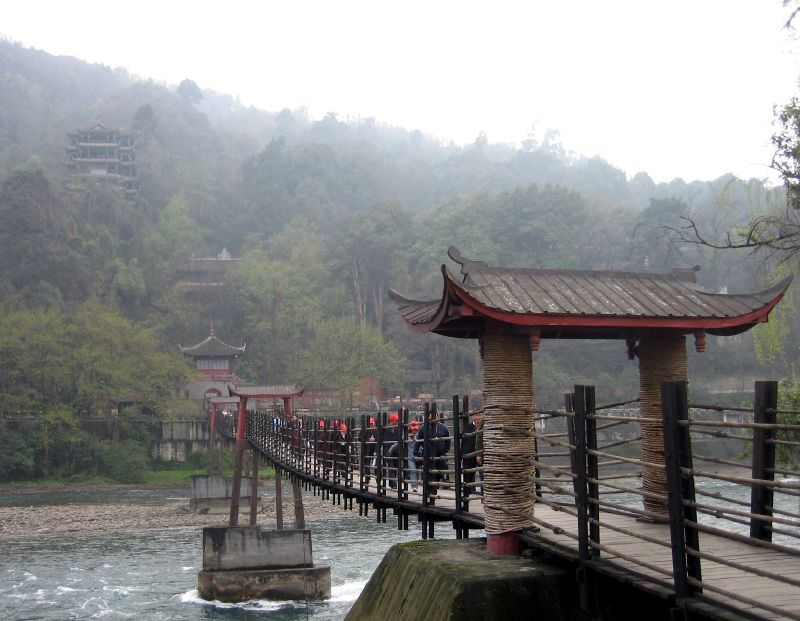
Wiszący most Anlan

System Li Binga funkcjonuje nieprzerwanie od 2300 lat bez zasadniczych zmian konstrukcyjnych, poza bieżącą konserwacją, chroniąc równinę Chengdu przed powodziami i nawadniając jej żyzne gleby. Ekspansja Qin na południe położyła ekonomiczne podwaliny pod jego potęgę – wykorzystało ono Kotlinę Syczuańską, a w szczególności tereny wokół rzeki Min jako źródło żywności dla swoich armii. Zasoby uzyskane z rozwoju gospodarczego regionu zostały wykorzystane przez państwo Qin w jego dalszych operacjach wojskowych, zakończonych w 221 r. p.n.e. zjednoczeniem Chin. Pośmiertnie Li Bing i jego syn zostali podniesieni do rangi królewskiej.
Inskrypcja z czasów dynastii Yuan wskazuje, że kanały, poza irygacją i transportem, wykorzystywano też do celów przemysłowych:

Dziesiątki tysięcy kół wodnych łuskających i mielących ryż, napędzających kołowrotki i krosna, pracowały przez okrągły rok na kanałach [Równiny Chengdu].

Z filozoficznego punktu widzenia system Dujiangyan można uznać za doskonały przykład zastosowania zasady wuwei, czyli nie działania, a raczej działania zgodnego z naturą; naturalnie spływające wody nie zostały sztucznie powstrzymane, lecz ich spływ został ułatwiony i uregulowany. System przetrwał bez szkód rozliczne trzęsienia ziemi, w tym ostatnie Syczuanie (2008 r.). System ten jest również bardzo „ekologiczny”, albowiem nie utrudnia spływu wód, nie blokuje drogi rybom i innym zwierzętom wodnym, a jego utrzymanie jest stosunkowo mało energochłonne.
Obecnie Dujiangyan, wraz z sąsiednią górą Qingcheng, jest jedną z ważniejszych atrakcji turystycznych Syczuanu.

## Inne konstrukcje
Li Bing i jego syn zostali upamiętnieni w dwóch świątyniach zbudowanych nad brzegami kanałów:
- Erwang Miao, czyli Świątynia Drugiego Króla (na schemacie lit. C), stoi pod wzgórzem Yulei, nad Kanałem Wewnętrznym. Pierwotna świątynia, powstała ku czci królów Shu, została przeniesiona i przemianowana na Erwang, by uczcić budowniczych systemu, w szczególności syna Li Binga, Erlanga

- Fulonguan – Świątynia Poskromienia Smoka (lit. D), pochodząca pierwotnie III w.n.e., zbudowana ku czci Fan Changshenga, patriarchy taoistycznej sekty Tianshi. W okresie Pięciu Dynastii zbudowano w niej halę poświęconą Li Bingowi. Legenda mówi, że jego syn poskromił w tym miejscu smoka, stąd zmiana nazwy świątyni. Smok w starożytnych Chinach był wiązany z żywiołem wody, więc Li Bing i Erlang w pewnym sensie „poskromili smoka” regulując kapryśną dotąd rzekę Min.

- Wiszący Most Anlan (lit. A)

W 1958 r. most ten miał 8 przęseł (najdłuższe 61m); łączna długość mostu wynosiła 320 m, a szerokość 2,7 m. Zawieszony był na 10 bambusowych linach o średnicy 16,5 cm. Podpory były drewniane, z wyjątkiem jednej murowanej. Przyczółki były murowane i mieściły kołowroty do napinania lin. Most był każdego roku zamknięty na dwa miesiące ze względu na prace konserwacyjne. Miał być odbudowany w 1803 r., na miejscu poprzedniego, zniszczonego za czasów dynastii Ming. W 1972 r. most został przebudowany i obecnie wisi na stalowych linach, wspartych na żelazobetonowych podporach; konstrukcja ta, wymagająca mniej konserwacji, nie ma jednak żadnej wartości historycznej. Most służy jako atrakcja turystyczna, ruch drogowy przechodzi przez nieodległe zwykłe mosty drogowe.

### Opracowania
- A. Bokwa, B. Skowera. Występowanie ekstremalnych warunków pluwialnych w Krakowie i okolicy w latach 1971–2005. „Acta Agrophysica”. 13 (2), 2009. Lublin: Instytut Agrofizyki im. Bohdana Dobrzańskiego PAN. ISSN 1234-4125. [dostęp 2010-04-14]. (pol.).brak numeru strony
- Terry Cannon, Alan Jenkins: The Geography of contemporary China: the impact of Deng Xiaoping’s decade. London: Routledge, 1990. ISBN 0-415-00102-1. Brak numerów stron w książce
- B.G. Doar. Taming the floodwaters: the High Heritage Price of Massive Hydraulic Projects. „China Heritage Newsletter”. 1. The Australian National University. ISSN 1833-8461. [dostęp 2010-04-18]. (ang.).brak numeru strony
- Mark Edward Lewis: The Early Chinese Empires Qin and Han. Cambridge (Mass.): Harvard University Press, 2007. ISBN 978-0-674-02477-9. Brak numerów stron w książce
- M. Loewe, E.L. Shaughnessy: The Cambridge history of ancient China: from the origins of civilization to 221 B.C. Cambridge, UK: Cambridge University Press, 1999. ISBN 0-521-47030-7. Brak numerów stron w książce
- C.A. Ronan, Joseph Needham: The Shorter Science and Civilization in China. T. 5. Cambridge: Cambridge University Press, 1995. ISBN 0-521-46773-X.
- R. Temple: Geniusz Chin: 3000 lat nauki, odkryć i wynalazków. Warszawa: Ars Polona, 1994. Brak numerów stron w książce

### Opracowania online
- CHENGDU, CHINA, Average Rainfall. World Climate, 2010-04-03. [dostęp 2010-04-03]. (ang.).
- Panda Travel & Tour Consultant (PTTC): Sketch Map & Introduction to Dujiangyan Weir. [dostęp 2010-04-03]. (ang.).
- Sichuan Dujiangyan Irrigation System. TravelChinaTour.com. [dostęp 2010-04-03]. (ang.).
- Дуцзянъяньские дамбы и горы Цинчэншань. Жэньминь Жибао. [dostęp 2010-04-20]. (ros.).